# Democracia participativa
Democracia participativa ou democracia deliberativa significa a possibilidade de intervenção direta dos cidadãos nos procedimentos de tomada de decisão e de controle do exercício do Poder.
Permite-lhes terem acesso aos seus representantes em permanência e não apenas periodicamente nas eleições, como na Democracia representativa, mas usual nas Democracia directa e na Democracia semi-directa, fazendo ouvir as suas opiniões de forma institucionalizada, prévia à tomada de decisões, e deliberar sobre elas.
É um regime onde se pretende que existam efetivos mecanismos de controle exercidos pela sociedade civil sobre a administração pública, não se reduzindo o papel democrático apenas ao voto, mas também estendendo a democracia para a esfera social.
Em causa está o princípio democrático na sua vertente de princípio da participação. Ela pode assumir as mais variadas formas, desde as clássicas, como o referendo ou o plebiscito, até formas que propiciam intervenções mais estruturantes no processo de formação das decisões, como a iniciativa legislativa, o veto popular, os referendos revogatórios, os chamados recalls.
A democracia participativa é considerada um modelo ou ideal de justificação do exercício do poder político pautado no debate público entre cidadãos livres e em condições iguais de participação. Advoga que a legitimidade das decisões políticas advém de processos de discussão que, orientados pelos princípios da inclusão, do pluralismo, da igualdade participativa, da autonomia e da justiça social, conferem um reordenamento na lógica de poder político tradicional.
A democracia deliberativa constitui-se como um modelo ou processo de deliberação política caracterizado por um conjunto de pressupostos teórico-normativos que incorporam a participação da sociedade civil na regulação da vida coletiva. Trata-se de um conceito que está fundamentalmente ancorado na ideia de que a legitimidade das decisões e ações políticas deriva da deliberação pública de coletividades de cidadãos livres e iguais. Constitui-se, portanto, em uma alternativa crítica às teorias "realistas" da democracia que, a exemplo do "elitismo democrático", enfatizam o caráter privado e instrumental da política.— LÍGIA HELENA HAHN LÜCHMANN
Os defensores da democracia participativa argumentam que o real sentido da palavra democracia foi esvaziado ao longo dos tempos, e foi reduzida a mera escolha de dirigentes, sem participação efetiva da sociedade civil organizada na administração de seus respectivos governos eleitos. Nesse sentido, deve também ser considerada a eficácia da participação dos cidadãos no processo de tomada de decisões políticas. Isto é, o provimento de recursos participativos adianta pouco se os agentes representativos não levarem em conta as demandas oriundas da esfera civil. Uma discussão recorrente em Teoria Democrática tem se referido, assim, às formas de concepção dos mecanismos participativos, sugerindo-se designs e soluções compatíveis com as instituições e com a cultura política de cada sociedade.
Um exemplo de democracia participativa é o orçamento participativo, que tem o intuito de submeter o destino de parte dos recursos públicos à consulta pública, através de reuniões comunitárias abertas aos cidadãos, onde primeiro são coletadas propostas, depois votadas as prioridades, e encaminhadas ao governo para que ele atenda a solicitação através de investimento público. Outro será o projecto sueco Demoex que é uma experiência em democracia directa electrónica, com votações pela internet.

## Indicadores sociais
Um estudo elaborado a partir de dados do IPEADATA (2005) revelou que nos municípios com Orçamento Participativo os indicadores sociais apresentam melhores condições, exceto no item referente ao Índice de Theil, cuja renda é mais concentrada em 2000 do que a dos municípios sem OP.
Conforme ressaltam Genro et al. (2001), o OP vai além do processo redistributivo. O enfoque exclusivo sobre a redistribuição pode ser nocivo à sociedade, criando paternalismos. O OP seria capaz de desenhar um "novo espaço público", que promoveria a distribuição de renda e o desenvolvimento da socialização política. Tradicionalmente o Estado nacional regula o desenvolvimento econômico, porém essa regulação ocorre de maneira subordinada ao capital, sobretudo, ao capital financeiro. Ao estimular a democracia direta, o OP contribui para redemocratizar a própria democracia.
Através das redes sociais ou de sites específicos do governo, é hoje possível dar-se voto para projeto, lei ou votação comum de políticos, e retirar-se o voto por falta de confiança. Atingida uma quantidade mínima de votos, os eleitos podem ser demitidos sem necessidade de impeachment.
A implantação de uma Democracia participativa, real, verdadeira como preconizada por Sócrates na antiga Grécia, exige porém uma revisão nas constituições dos países que a adotarem.